# A-1 Pictures
A-1 Pictures (japonsky 株式会社エー・ワン・ピクチャーズ, Kabušiki kaiša É Wan Pikučázu) je japonské animační studio založené v roce 2005, které založil bývalý producent studia Sunrise Mikihiro Iwata. Je dceřinou společností produkční společnosti Aniplex, kterou vlastní Sony Music Entertainment Japan.

## Historie
Studio bylo založeno animační divizí společnosti SMEJ, Aniplex, a to 9. května 2005. V roce 2006 spoluprodukovalo anime seriál Zenmai zamurai a téhož roku v říjnu založilo studio v oblasti Asagaja. V roce 2007 vedlo produkci svého prvního anime seriálu Ókiku furikabutte. Roku 2012 otevřelo studio v Kóendži.
Dne 1. dubna 2018 představilo A-1 Pictures své studio Kóendži pod novým názvem CloverWorks, aby jej odlišilo od svého hlavního studia Asagaja. Dne 1. října 2018 se studio CloverWorks oddělilo od A-1 Pictures. Zůstalo však dceřinou společností Aniplexu.

## Tvorba

### Televizní seriály
| Rok           | Název                                                                      | Režie                               | Od                                                                                | Do                                                                                   | Díly          | Poznámky | Zdroje        |
| ------------- | -------------------------------------------------------------------------- | ----------------------------------- | --------------------------------------------------------------------------------- | ------------------------------------------------------------------------------------ | ------------- | --- | ------------- |
| 2006          | Zenmai zamurai                                                             | Tecuo Jasumi                        | 3. dubna 2006                                                                     | 6. února 2009                                                                        | 175           | Původní dílo. V koprodukci se studiem No-Side. |               |
| 2007          | Robby & Kerobby                                                            | Jú Kó                               | 1. dubna 2007                                                                     | 30. března 2008                                                                      | 52            | Původní dílo. |               |
| 2007          | Ókiku furikabutte                                                          | Cutomu Mizušima                     | 12. dubna 2007                                                                    | 27. září 2007                                                                        | 25            | Adaptace série mangy, jejíž mangakou je Asa Higuči. |               |
| 2008          | Persona: Trinity Soul                                                      | Acuši Macumoto                      | 5. ledna 2008                                                                     | 28. června 2008                                                                      | 26            | Založeno na videohře od společnosti Atlus. |               |
| 2008          | Tecuwan Birdy: Decode                                                      | Kazuki Akane                        | 4. července 2008                                                                  | 26. září 2008                                                                        | 13            | Adaptace série mangy, jejíž mangakou je Masami Júki. |               |
| 2008          | Kurošicudži                                                                | Tošija Šinohara                     | 3. října 2008                                                                     | 27. března 2009                                                                      | 24            | Adaptace série mangy, jejíž mangakou je Jana Toboso. |               |
| 2008          | Kannagi                                                                    | Jutaka Jamamoto                     | 4. října 2008                                                                     | 27. prosince 2008                                                                    | 13            | Adaptace série mangy, jejíž mangakou je Eri Takenaši. V koprodukci se studiem Ordet.                                                                         |               |
| 2009          | Tecuwan Birdy: Decode 2                                                    | Kazuki Akane                        | 9. ledna 2009                                                                     | 27. května 2009                                                                      | 12            | Druhá řada anime seriálu Tecuwan Birdy: Decode. |               |
| 2009          | Valkyria Chronicles                                                        | Nobuhiro Kondó                      | 4. dubna 2009                                                                     | 26. září 2009                                                                        | 26            | Založeno na videohře od společnosti Sega. |               |
| 2009          | Fairy Tail                                                                 | Šindži Išihira                      | 12. října 2009 (první řada) 5. dubna 2014 (druhá řada) 7. října 2018 (třetí řada) | 30. března 2013 (první řada) 26. března 2016 (druhá řada) 29. září 2019 (třetí řada) | 328           | Adaptace série mangy, jejíž mangakou je Hiro Mašima. V koprodukci se studiem Satelight (první řada), Bridge (druhá a třetí řada) a CloverWorks (třetí řada). |               |
| 2010          | Sora no woto                                                               | Mamoru Kanbe                        | 4. ledna 2010                                                                     | 22. března 2010                                                                      | 12            | Původní dílo. |               |
| 2010          | Ókiku furikabutte: Nacu no taikai-hen                                      | Cutomu Mizušima                     | 1. dubna 2010                                                                     | 24. června 2010                                                                      | 13            | Druhá řada anime seriálu Ókiku furikabutte. |               |
| 2010          | Working!!                                                                  | Jošimasa Hiraike                    | 4. dubna 2010                                                                     | 26. června 2010                                                                      | 13            | Adaptace série mangy, jejíž mangakou je Karino Takacu. |               |
| 2010          | Senkó no Night Raid                                                        | Acuši Macumoto                      | 5. dubna 2010                                                                     | 28. června 2010                                                                      | 13            | Původní dílo. |               |
| 2010          | Kurošicudži II                                                             | Hirofumi Ogura                      | 2. července 2010                                                                  | 17. září 2010                                                                        | 12            | Druhá řada anime seriálu Kurošicudži. |               |
| 2010          | Seikimacu okaruto gakuin                                                   | Tomohiko Itó                        | 6. července 2010                                                                  | 27. září 2010                                                                        | 13            | Původní dílo. |               |
| 2010          | Togainu no či                                                              | Naojuki Konno                       | 7. října 2007                                                                     | 23. prosince 2010                                                                    | 12            | Založeno na videohře od společnosti Nitro+chiral. |               |
| 2011          | Fractale                                                                   | Jutaka Jamamoto                     | 13. ledna 2011                                                                    | 31. března 2011                                                                      | 11            | Původní dílo. V koprodukci se studiem Ordet. |               |
| 2011          | Ano hi mita hana no namae o bokutači wa mada širanai.                      | Tacujuki Nagai                      | 14. dubna 2011                                                                    | 23. června 2011                                                                      | 11            | Původní dílo. |               |
| 2011          | Ao no Exorcist                                                             | Tensai Okamura                      | 17. dubna 2011                                                                    | 2. října 2011                                                                        | 25            | Adaptace série mangy, jejíž mangakou je Kazue Kató. |               |
| 2011          | Uta no Prince-sama: Madži Love 1000%                                       | Jú Kó                               | 3. července 2011                                                                  | 25. září 2011                                                                        | 13            | Založeno na videohře od společnosti Broccoli. |               |
| 2011          | The IDOLM@STER                                                             | Acuši Nišigori                      | 8. července 2011                                                                  | 23. prosince 2011                                                                    | 25            | Založeno na videohře od společnosti Bandai Namco Entertainment.                                                                                              |               |
| 2011          | Working'!!                                                                 | Acuši Ócuki                         | 1. října 2011                                                                     | 24. prosince 2011                                                                    | 13            | Pokračování anime seriálu Working!!. |               |
| 2012          | Učú kjódai                                                                 | Ajumu Watanabe                      | 1. dubna 2012                                                                     | 22. března 2014                                                                      | 99            | Adaptace série mangy, jejíž mangakou je Čúja Kojama. |               |
| 2012          | Curitama                                                                   | Kendži Nakamura                     | 13. dubna 2012                                                                    | 28. června 2012                                                                      | 12            | Původní dílo. |               |
| 2012          | Sword Art Online                                                           | Tomohiko Itó                        | 8. července 2012                                                                  | 23. prosince 2012                                                                    | 25            | Adaptace série light novel, jejímž autorem je Reki Kawahara.                                                                                                 |               |
| 2012          | Čósoku henkei Gyrozetter                                                   | Šindži Takamacu (šéf) Kunihiro Mori | 2. října 2012                                                                     | 24. září 2013                                                                        | 51            | Založeno na videohře od společnosti Square Enix. |               |
| 2012          | Šinsekai jori                                                              | Masaši Išihama                      | 3. října 2012                                                                     | 27. března 2013                                                                      | 25            | Adaptace románu, který napsal Júsuke Kiši. |               |
| 2012          | Magi                                                                       | Kódži Masunari                      | 7. října 2012                                                                     | 31. března 2013                                                                      | 25            | Adaptace série mangy, jejíž mangakou je Šinobu Ótaka. |               |
| 2013          | Ore no kanodžo to osananadžimi ga šuraba sugiru                            | Kanta Kamei                         | 6. ledna 2013                                                                     | 31. března 2013                                                                      | 13            | Adaptace série light novel, jejímž autorem je Júji Júji. |               |
| 2013          | Vividred Operation                                                         | Kazuhiro Takamura                   | 11. ledna 2013                                                                    | 29. března 2013                                                                      | 12            | Původní dílo. |               |
| 2013          | Uta no Prince-sama: Madži Love 2000%                                       | Jú Kó                               | 4. dubna 2013                                                                     | 27. června 2013                                                                      | 13            | Pokračování anime seriálu Uta no Prince-sama: Madži Love 1000%.                                                                                              |               |
| 2013          | Ore no imóto ga konna ni kawaii wake ga nai.                               | Hirojuki Kanbe                      | 7. dubna 2013                                                                     | 30. června 2013                                                                      | 13            | Pokračování anime seriálu Ore no imóto ga konna ni kawaii wake ga nai.                                                                                       |               |
| 2013          | Servant × Service                                                          | Jasutaka Jamamoto                   | 5. července 2013                                                                  | 27. září 2013                                                                        | 13            | Adaptace série mangy, jejíž mangakou je Karino Takatsu. |               |
| 2013          | Gin no sadži                                                               | Tomohiko Itó                        | 11. července 2013                                                                 | 19. září 2013                                                                        | 11            | Adaptace série mangy, jejíž mangakou je Hiromu Arakawa. |               |
| 2013          | Magi: The Kingdom of Magic                                                 | Kódži Masunari                      | 6. října 2013                                                                     | 30. března 2014                                                                      | 25            | Pokračování anime seriálu Magi. |               |
| 2013          | Galileo Donna                                                              | Jasuomi Umecu                       | 10. října 2013                                                                    | 19. prosince 2013                                                                    | 11            | Původní dílo. |               |
| 2014          | Gin no sadži II                                                            | Kotomi Deai                         | 9. ledna 2014                                                                     | 27. března 2014                                                                      | 11            | Pokračování anime seriálu Gin no sadži. |               |
| 2014          | Sekai seifuku: Bórjaku no Zvezda                                           | Tensai Okamura                      | 11. ledna 2014                                                                    | 29. března 2014                                                                      | 12            | Původní dílo. |               |
| 2014          | Rjúgadžó Nanana no maizókin                                                | Kanta Kamei                         | 10. dubna 2014                                                                    | 19. června 2014                                                                      | 11            | Adaptace série light novel, jejímž autorem je Kazuma Ótorino.                                                                                                |               |
| 2014          | Sword Art Online II                                                        | Tomohiko Itó                        | 5. července 2014                                                                  | 20. prosince 2014                                                                    | 24            | Pokračování anime seriálu Sword Art Online. |               |
| 2014          | Aldnoah.Zero                                                               | Ei Aoki                             | 5. července 2014                                                                  | 28. března 2015                                                                      | 24            | Původní dílo. V koprodukci se studiem Troyca. |               |
| 2014          | Kurošicudži: Book of Circus                                                | Norijuki Abe                        | 10. července 2014                                                                 | 11. září 2014                                                                        | 10            | Souvisí s anime seriálem Kurošicudži. |               |
| 2014          | Persona 4: The Golden Animation                                            | Seidži Kiši (šéf) Tomohisa Taguči   | 11. července 2014                                                                 | 25. září 2014                                                                        | 12            | Založeno na videohře od společnosti Atlus. |               |
| 2014          | Magic Kaito 1412                                                           | Susumu Kudó                         | 4. října 2014                                                                     | 28. března 2015                                                                      | 24            | Adaptace série mangy, jejíž mangakou je Góšó Aojama. |               |
| 2014          | Sedm smrtelných hříchů                                                     | Tensai Okamura                      | 5. října 2014                                                                     | 29. března 2015                                                                      | 24            | Adaptace série mangy, jejíž mangakou je Nakaba Suzuki. |               |
| 2014          | Šigacu wa kimi no uso                                                      | Naoši Arakawa                       | 9. října 2014                                                                     | 19. března 2015                                                                      | 22            | Adaptace série mangy, jejíž mangakou je Naoši Arakawa. |               |
| 2015          | Saenai Heroine no sodatekata                                               | Kanta Kamei                         | 9. ledna 2015                                                                     | 27. března 2015                                                                      | 13            | Adaptace série light novel, jejímž autorem je Fumiaki Maruto.                                                                                                |               |
| 2015          | The Idolmaster: Cinderella Girls                                           | Noriko Takao                        | 10. ledna 2015                                                                    | 17. října 2015                                                                       | 25            | Založe na hře společnosti Bandai Namco Entertainment, která se odehrává v sérii The Idolmaster.                                                              |               |
| 2015          | Mahó šódžo Lyrical Nanoha ViVid                                            | Júki Itó                            | 3. dubna 2015                                                                     | 19. června 2015                                                                      | 12            | Adaptace série mangy, jejíž mangakou je Masaki Cuzuki. |               |
| 2015          | Denpa kjóši                                                                | Masato Sató                         | 4. dubna 2015                                                                     | 26. září 2015                                                                        | 24            | Adaptace série mangy, jejíž mangakou je Takeši Azuma. |               |
| 2015          | Gunslinger Stratos: The Animation                                          | Šinpei Ezaki                        | 4. dubna 2015                                                                     | 20. června 2015                                                                      | 12            | Založeno na videohře v herní sérii Gunslinger Stratos společnosti Square Enix.                                                                               |               |
| 2015          | Uta no Prince-sama: Madži Love Revolutions                                 | Makoto Hošino                       | 4. dubna 2015                                                                     | 27. června 2015                                                                      | 13            | Souvisí s franšízou Uta no Prince-sama. |               |
| 2015          | Gate: Džieitai kano či nite, kaku tatakaeri                                | Takahiko Kjógoku                    | 4. července 2015                                                                  | 26. března 2016                                                                      | 24            | Adaptace série light novel, jejímž autorem je Takumi Janai.                                                                                                  |               |
| 2015          | Working!!!                                                                 | Jumi Kamakura                       | 4. července 2015                                                                  | 26. prosince 2015                                                                    | 14            | Druhé pokračování anime seriálu Working!!. |               |
| 2015          | Gakusen toši Asterisk                                                      | Kendži Setó                         | 3. října 2015                                                                     | 18. června 2016                                                                      | 24            | Adaptace série light novel, jejímž autorem je Jú Mijazaki.                                                                                                   |               |
| 2015          | Subete ga F ni naru                                                        | Mamoru Kanbe                        | 8. října 2015                                                                     | 17. prosince 2015                                                                    | 11            | Adaptace románu, jehož autorem je Hiroši Mori. |               |
| 2016          | Boku dake ga inai mači                                                     | Tomohiko Itó                        | 7. ledna 2016                                                                     | 25. března 2016                                                                      | 12            | Adaptace série mangy, jejíž mangakou je Kei Sanbe. |               |
| 2016          | Hai to gensó no Grimgar                                                    | Rjósuke Nakamura                    | 11. ledna 2016                                                                    | 28. března 2016                                                                      | 12            | Adaptace série light novel, jejímž autorem je Ao Džúmondži.                                                                                                  |               |
| 2016          | Gjakuten saiban: Sono „šindžicu“, igi ari!                                 | Ajumu Watanabe                      | 2. dubna 2016                                                                     | 24. září 2016                                                                        | 24            | Založeno na videohře od společnosti Capcom. |               |
| 2016          | B-Project: Kodó Ambitious                                                  | Eidži Suganuma                      | 3. července 2016                                                                  | 25. září 2016                                                                        | 12            | Původní dílo. | [ 6 ]         |
| 2016          | Qualidea Code                                                              | Keniči Kawamura                     | 10. července 2016                                                                 | 24. září 2016                                                                        | 12            | Adaptace série light novel, jejíž autory jsou Speakeasy a Square Enix (Só Sagara a Wataru Watari).                                                           |               |
| 2016          | Sedm smrtelných hříchů: Znamení svaté války                                | Tomokazu Tokoro                     | 28. srpna 2016                                                                    | 18. září 2016                                                                        | 4             | Souvisí s anime seriálem Sedm smrtelných hříchů. |               |
| 2016          | WWW.Working!!                                                              | Jumi Kamakura                       | 1. října 2016                                                                     | 24. prosince 2016                                                                    | 13            | Spin-off anime seriálu Working!!. | [ 7 ]         |
| 2016          | Uta no Prince-sama: Madži Love Legend Star                                 | Jú Kó                               | 2. října 2016                                                                     | 24. prosince 2016                                                                    | 13            | Souvisí s franšízou Uta no Prince-sama. |               |
| 2016          | Occultic;Nine                                                              | Kjóhei Išiguro                      | 9. října 2016                                                                     | 25. prosince 2016                                                                    | 12            | Adaptace série light novel, jejímž autorem je Čijomaru Šikura.                                                                                               |               |
| 2017          | Ao no Exorcist: Kjóto fudžó'ó hen                                          | Kóiči Hacumi                        | 7. ledna 2017                                                                     | 25. března 2017                                                                      | 12            | Pokračování anime seriálu Ao no Exorcist. |               |
| 2017          | Demi-čan wa kataritai                                                      | Rjó Andó                            | 7. ledna 2017                                                                     | 25. března 2017                                                                      | 12            | Adaptace série mangy, jejíž mangakou je Petos. |               |
| 2017          | Granblue Fantasy The Animation                                             | Júki Itó                            | 2. dubna 2017                                                                     | 18. června 2017                                                                      | 12            | Založeno na videohře Granblue Fantasy od společnosti Cygames.                                                                                                |               |
| 2017          | Eromanga sensei                                                            | Rjóhei Takešita                     | 9. dubna 2017                                                                     | 25. června 2017                                                                      | 12            | Adaptace série light novel, jejímž autorem je Cukasa Fušimi.                                                                                                 |               |
| 2017          | Saenai Heroine no sodatekata ♭                                             | Kanta Kamei                         | 14. dubna 2017                                                                    | 23. června 2017                                                                      | 11            | Pokračování anime seriálu Saenai Heroine no sodatekata. |               |
| 2017          | Fate/Apocrypha                                                             | Jošijuki Asai                       | 2. července 2017                                                                  | 30. prosince 2017                                                                    | 25            | Adaptace série light novel, jejímž autorem je Júičiró Higašide                                                                                               |               |
| 2017          | The Idolmaster: SideM                                                      | Mijuki Kuroki Takahiro Harada       | 7. října 2017                                                                     | 30. prosince 2017                                                                    | 13            | Založeno na sérii videoher The Idolmaster od společnosti Bandai Namco Entertainment.                                                                         |               |
| 2017          | Blend S                                                                    | Rjódži Masujama                     | 8. října 2017                                                                     | 24. prosince 2017                                                                    | 12            | Adaptace série čtyřpanelové mangy, jejíž mangakou je Mijuki Nakajama.                                                                                        |               |
| 2018          | Grancrest senki                                                            | Šin’iči Omata                       | 6. ledna 2018                                                                     | 23. června 2018                                                                      | 24            | Adaptace série light novel, jejímž autorem je Rjó Mizuno. | [ 8 ]         |
| 2018          | Sedm smrtelných hříchů: Přikázání revival                                  | Takeši Furuta                       | 13. ledna 2018                                                                    | 30. června 2018                                                                      | 24            | Pokračování anime seriálu Sedm smrtelných hříchů. |               |
| 2018          | Darling in the Franxx                                                      | Acuši Nišigori                      | 13. ledna 2018                                                                    | 7. července 2018                                                                     | 24            | Původní dílo. V koprodukci se studiem Trigger. |               |
| 2018          | Wotaku ni koi wa muzukašii                                                 | Jošimasa Hiraike                    | 13. dubna 2018                                                                    | 22. června 2018                                                                      | 11            | Adaptace série mangy, jejíž mangakou je Fudžita. | [ 9 ]         |
| 2018          | Sword Art Online: Alicization                                              | Tomohiko Itó                        | 6. října 2018                                                                     | 19. září 2020                                                                        | 47            | Pokračování anime seriálu Sword Art Online II. Po 24. dílu nese řada název Sword Art Online: Alicization – War of Underworld.                                |               |
| 2019          | Kaguja-sama wa kokurasetai: Tensai-tači no ren'ai zunósen                  | Šin’iči Omata                       | 12. ledna 2019                                                                    | 30. března 2019                                                                      | 12            | Adaptace série mangy, jejíž mangakou je Aka Akasaka. | [ 10 ]        |
| 2020          | 22/7                                                                       | Takao Abo                           | 11. ledna 2020                                                                    | 28. března 2020                                                                      | 12            | Součást multimediálního projektu dívčí idolové skupiny 22/7 od Jasušiho Akimota, Aniplexu a Sony Music Records.                                              |               |
| 2020          | Kaguja-sama wa kokurasetai: Tensai-tači no ren'ai zunósen?                 | Šin’iči Omata                       | 11. dubna 2020                                                                    | 27. června 2020                                                                      | 12            | Pokračování anime seriálu Kaguja-sama wa kokurasetai: Tensai-tači no ren'ai zunósen.                                                                         |               |
| 2020          | Hypnosis Mic: Division Rap Battle: Rhyme Anima                             | Kacumi Ono                          | 2. října 2020                                                                     | 26. prosince 2020                                                                    | 13            | Součást multimediálního projektu Hypnosis Mic: Division Rap Battle společnosti King Records.                                                                 |               |
| 2020          | Senjoku no Sigrdrifa                                                       | Hirotaka Tokuda                     | 3. října 2020                                                                     | 26. prosince 2020                                                                    | 12            | Původní dílo. | [ 11 ]        |
| 2021          | 86                                                                         | Tošimasa Išii                       | 11. dubna 2021                                                                    | 19. března 2022                                                                      | 23            | Adaptace série light novel, jejímž autorem je Asato Asato.                                                                                                   | [ 12 ] [ 13 ] |
| 2021          | Visual Prison                                                              | Takeši Furuta (šéf) Tomoja Tanaka   | 9. října 2021                                                                     | 25. prosince 2021                                                                    | 12            | Původní dílo. | [ 14 ]        |
| 2022          | Kaguja-sama wa kokurasetai: Tensai-tači no ren'ai zunósen – Ultra Romantic | Šin’iči Omata                       | 9. dubna 2022                                                                     | 25. června 2022                                                                      | 13            | Pokračování anime seriálu Kaguja-sama wa kokurasetai: Tensai-tači no ren'ai zunósen?.                                                                        | [ 15 ]        |
| 2022          | Lycoris Recoil                                                             | Šingo Adači                         | 2. července 2022                                                                  | 24. září 2022                                                                        | 13            | Původní dílo. | [ 16 ]        |
| 2022          | Engage Kiss                                                                | Tomoja Tanaka                       | 3. července 2022                                                                  | 25. září 2022                                                                        | 13            | Součást multimediálního projektu Project Engage od Aniplexu.                                                                                                 | [ 17 ]        |
| 2023          | Nier: Automata Ver1.1a                                                     | Rjódži Masujama                     | 8. ledna 2023                                                                     | bude oznámeno                                                                        | bude oznámeno | Založeno na stejnojmenné videohře od studia PlatinumGames.                                                                                                   |               |
| 2023          | Mashle                                                                     | Tomoja Tanaka                       | 8. dubna 2023                                                                     | 30. června 2023                                                                      | 12            | Adaptace série mangy, jejíž mangakou je Hadžime Kómoto. |               |
| 2023          | Hypnosis Mic: Division Rap Battle: Rhyme Anima +                           | Kacumi Ono                          | října 2023                                                                        | bude oznámeno                                                                        | bude oznámeno | Pokračování anime seriálu Hypnosis Mic: Division Rap Battle: Rhyme Anima.                                                                                    |               |
| 2023          | Atarašii džóši wa do tennen                                                | Norijuki Abe                        | října 2023                                                                        | bude oznámeno                                                                        | bude oznámeno | Adaptace série mangy, jejíž mangakou je Dan Ičikawa. |               |
| 2024          | Ore dake level up na ken                                                   | Šunsuke Nakašige                    | 2024                                                                              | bude oznámeno                                                                        | bude oznámeno | Adaptace internetových románů od Čchugonga. | [ 18 ]        |
| 2024          | Mashle 2                                                                   | Tomoja Tanaka                       | ledna 2024                                                                        | bude oznámeno                                                                        | bude oznámeno | Pokračování anime seriálu Mashle. |               |
| bude oznámeno | Lycoris Recoil (Šinsaku animation)                                         | bude oznámeno                       | bude oznámeno                                                                     | bude oznámeno                                                                        | bude oznámeno | Pokračování anime seriálu Lycoris Recoil. |               |
| bude oznámeno | Fate/strange Fake                                                          | Šun Enokido Takahito Sakazume       | bude oznámeno                                                                     | bude oznámeno                                                                        | bude oznámeno | Adaptace série light novel, jejímž autorem je Rjógo Narita.                                                                                                  |               |

Vysvětlivky
1. ↑  Název je provizorní a bude aktualizován, jakmile oficiální zdroje uvedou bližší informace.

### Filmy
| Rok  | Název                                                              | Režie                              | Premiéra          | Zdroje |
| ---- | ------------------------------------------------------------------ | ---------------------------------- | ----------------- | ------ |
| 2010 | Učú šó e jókoso                                                    | Kódži Masunari                     | 26. června 2010   |        |
| 2012 | Planetarium Učú kjódai: Itten no hikari                            | —                                  | 21. července 2012 |        |
| 2012 | Gekidžóban Fairy Tail: Hóó no miko                                 | Masaja Fudžimori                   | 18. srpna 2012    |        |
| 2012 | Gekidžóban Ao no Exorcist                                          | Acuši Takahaši                     | 28. prosince 2012 |        |
| 2013 | Saint onii-san                                                     | Mamoru Kanbe (šéf) Noriko Takao    | 10. května 2013   |        |
| 2013 | Ano hi mita hana no namae o bokutači wa mada širanai.              | Tacujuki Nagai                     | 31. srpna 2013    |        |
| 2014 | The Idolmaster Movie: Kagajaki no mukógawa e!                      | Acuši Nišigori                     | 25. ledna 2014    |        |
| 2014 | Ókii ičinensei to čiisana ninensei                                 | —                                  | 1. března 2014    |        |
| 2014 | Persona 3 The Movie: #2 Midsummer Knight's Dream                   | Tomohisa Taguči                    | 7. června 2014    |        |
| 2014 | Učú kjódai #0                                                      | Ajumu Watanabe                     | 9. srpna 2014     |        |
| 2015 | Persona 3 The Movie: #3 Falling Down                               | Keitaró Motonaga                   | 4. dubna 2015     |        |
| 2015 | Kokoro ga sakebitagatterunda.                                      | Tacujuki Nagai                     | 19. září 2015     |        |
| 2016 | Glass no hana to kowasu sekai                                      | Masaši Išihama                     | 9. ledna 2016     |        |
| 2016 | Persona 3 The Movie: #4 Winter of Rebirth                          | Tomohisa Taguči                    | 23. ledna 2016    |        |
| 2016 | Dókjúsei                                                           | Šóko Nakamura                      | 20. února 2016    |        |
| 2017 | Kurošicudži: Book of the Atlantic                                  | Norijuki Abe                       | 21. ledna 2017    |        |
| 2017 | Sword Art Online The Movie: Ordinal Scale                          | Tomohiko Itó                       | 18. února 2017    |        |
| 2017 | Gekidžóban Fairy Tail: Dragon Cry                                  | Tacuma Minamikawa                  | 6. května 2017    |        |
| 2018 | Gekidžóban Nanacu no taizai: Tenkú no torawarebito                 | Norijuki Abe (šéf) Jasuto Nišikata | 18. srpna 2018    |        |
| 2019 | Uta no Prince-sama: Madži Love Kingdom                             | Takeši Furuta (šéf) Tomoka Nagaoka | 14. června 2019   |        |
| 2020 | Gekidžóban High School Fleet                                       | Jú Nobuta (šéf) Džun Nakagawa      | 18. ledna 2020    |        |
| 2020 | Omoi, omoware, furi, furare                                        | Tošimasa Kurojanagi                | 18. září 2020     |        |
| 2021 | Sword Art Online: Progressive the Movie – Hoši naki joru no Aria   | Ajako Kóno                         | 30. října 2021    | [ 19 ] |
| 2022 | Uta no Prince-sama: Madži Love ST☆RISH Tours                       | Čika Nagaoka                       | 2. září 2022      | [ 20 ] |
| 2022 | Sword Art Online: Progressive the Movie – Kuraki jújami no Scherzo | Ajako Kóno                         | 10. září 2022     | [ 21 ] |
| 2022 | Kagami no kodžó                                                    | Keiiči Hara                        | 23. prosince 2022 | [ 22 ] |

### OVA
| Rok  | Název                                                    | Od                | Do                 | Díly | Poznámky | Zdroje |
| ---- | -------------------------------------------------------- | ----------------- | ------------------ | ---- | -------- | ------ |
| 2009 | Tecuwan Birdy: Decode – The Cipher                       | 22. července 2009 | 22. července 2009  | 4    |          |        |
| 2012 | The Idolmaster: Shiny Festa                              | 25. října 2012    | 25. října 2012     | 1    |          |        |
| 2012 | Saint onii-san                                           | 3. prosince 2012  | 23. srpna 2013     | 2    |          |        |
| 2014 | Kurošicudži: Book of Murder                              | 25. října 2014    | 15. listopadu 2014 | 2    |          |        |
| 2015 | Šigacu wa kimi no uso                                    | 15. května 2015   | 15. května 2015    | 1    |          |        |
| 2015 | Sedm smrtelných hříchů                                   | 17. června 2015   | 12. srpna 2015     | 2    |          |        |
| 2017 | Ao no Exorcist: Kjóto fudžó'ó hen                        | 4. dubna 2017     | 4. dubna 2017      | 1    |          |        |
| 2019 | Eromanga sensei                                          | 16. ledna 2019    | 16. ledna 2019     | 2    |          |        |
| 2019 | Otaku ni koi wa muzukašii                                | 29. března 2019   | 29. března 2019    | 1    |          |        |
| 2021 | Kaguja-sama wa kokurasetai: Tensaitači no ren'ai zunósen | 19. května 2021   | 19. května 2021    | 3    |          | [ 23 ] |

### Speciály
| Rok  | Název                                        | Od                | Do                         | Díly           | Poznámky                                                                |
| ---- | -------------------------------------------- | ----------------- | -------------------------- | -------------- | ----------------------------------------------------------------------- |
| 2009 | Kannagi: Crazy Shrine Maidens                | 27. května 2009   | 27. května 2009            | 1              | V koprodukci se studiem Ordet.                                          |
| 2011 | Fairy Tail                                   | 15. dubna 2011    | 18. prosince 2016          | 9              | V koprodukci se studiem Satelight (díly 1 až 6).                        |
| 2011 | Valkyria Chronicles III: Tagatame no džúsó   | 29. června 2011   | 31. srpna 2011             | 2              |                                                                         |
| 2013 | Ore no imóto ga konna ni kawaii wake ga nai. | Hirojuki Kanbe    | 18. srpna 2013             | 18. srpna 2013 | 3                                                                       |
| 2013 | Sword Art Online: Extra Edition              | 31. prosince 2013 | Režisérem je Tomohiko Itó. |                |                                                                         |
| 2016 | Brotherhood: Final Fantasy XV                | 30. března 2016   | 30. září 2016              | 5              | Režisérem je Sóiči Masui.                                               |
| 2016 | Persona 5: The Animation – The Day Breakers  | 3. září 2016      | 3. září 2016               | 1              |                                                                         |
| 2016 | Shelter                                      | 18. října 2016    | 18. října 2016             | 1              | Animované hudební video vyrobné pro umělce Portera Robinsona a Madeona. |
| 2020 | 22/7                                         | 16. září 2020     | 16. září 2020              | 1              |                                                                         |
| 2021 | 86                                           | 27. června 2021   | 6. března 2022             | 4              |                                                                         |
| 2022 | Uta no Prince-sama: Madži Love 1000%         | 31. července 2022 | 31. července 2022          | 1              |                                                                         |